# Hyalocystis viscosa
Hyalocystis viscosa är en vindeväxtart som beskrevs av Hallier f. Hyalocystis viscosa ingår i släktet Hyalocystis och familjen vindeväxter. Inga underarter finns listade i Catalogue of Life.